# Katnajur
Katnajur (en arménien Կաթնաջուր ) est une communauté rurale du marz de Lorri en Arménie. En 2008, elle compte 1 956 habitants.